# Château du Genitoy
Le château du Genitoy, ou château du Genitois, aussi appelé de nos jours le domaine du Genitoy, est un château disparu pour partie, situé sur l'actuelle commune de Bussy-Saint-Georges, en Seine-et-Marne. Au XIXe siècle, il était intitulé la ferme du Genitois. 

## Histoire

### Au XVIe siècle: Christophe de Thou, seigneur de Génitois

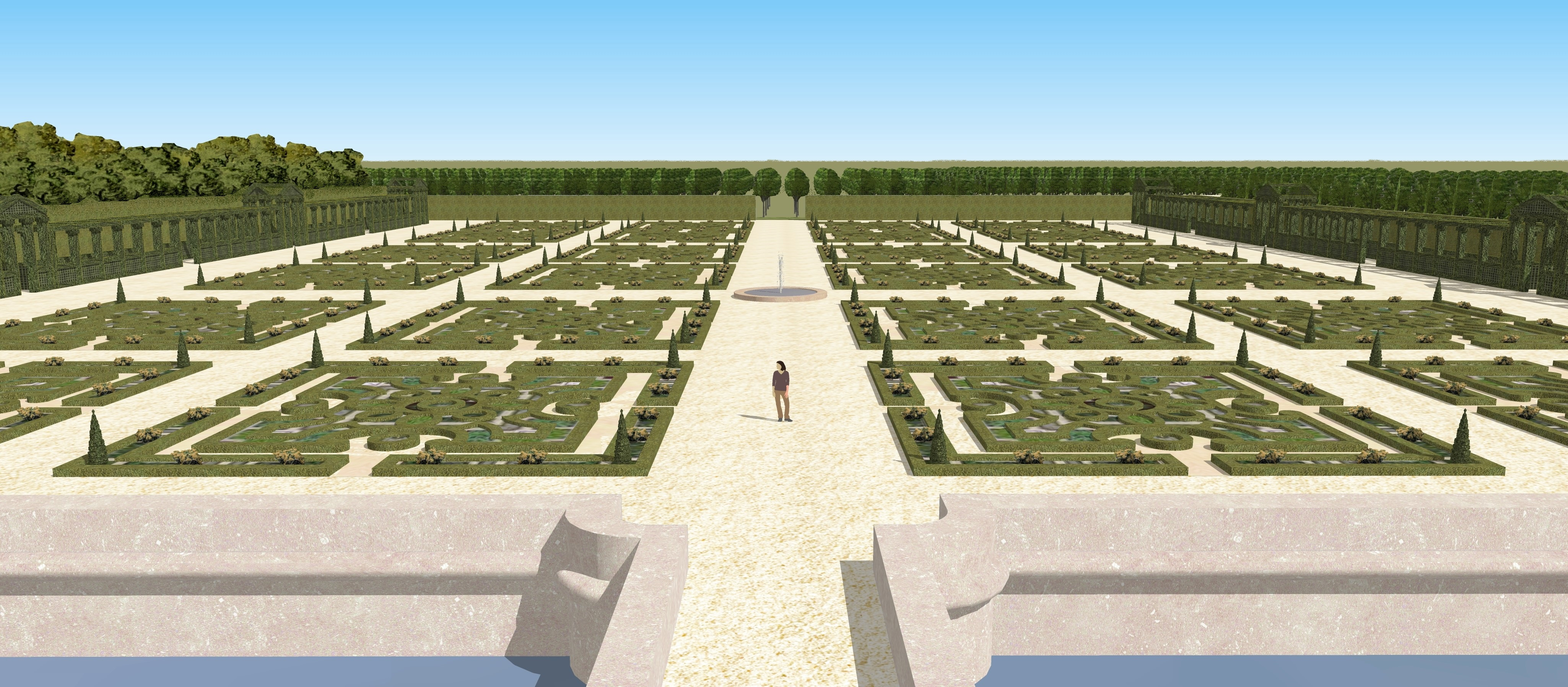
Evocation du parterre Renaissance du château du Génitoy, XVIe siècle.

Christophe de Thou, président au Parlement de Paris, est seigneur de Génitois et de Cély.  Avocat du Roi à la Table de marbre, secrétaire du Roi (reçu le 2 juin 1549), président de chambre du Parlement de Paris en 1554, premier président le 14 décembre 1562. Il mena une réforme du droit coutumier. Il a aussi servi comme chancelier du duc d'Alençon, de conseiller des rois Henri II, Charles IX et Henri III. Il fut le premier Parisien à avoir un carrosse.   
Il marie sa fille Catherine avec Achille de Harlay, qui lui succède au titre de Premier président du Parlement de Paris. 
Eu égard à ses moyens et le style architectural du château, il paraît quasi certain que ce soit lui qui ait fait reconstruire le château tel que nous le connaissons. 
Il meurt en 1582.

### Au XVIIe siècle: un château de plaisance

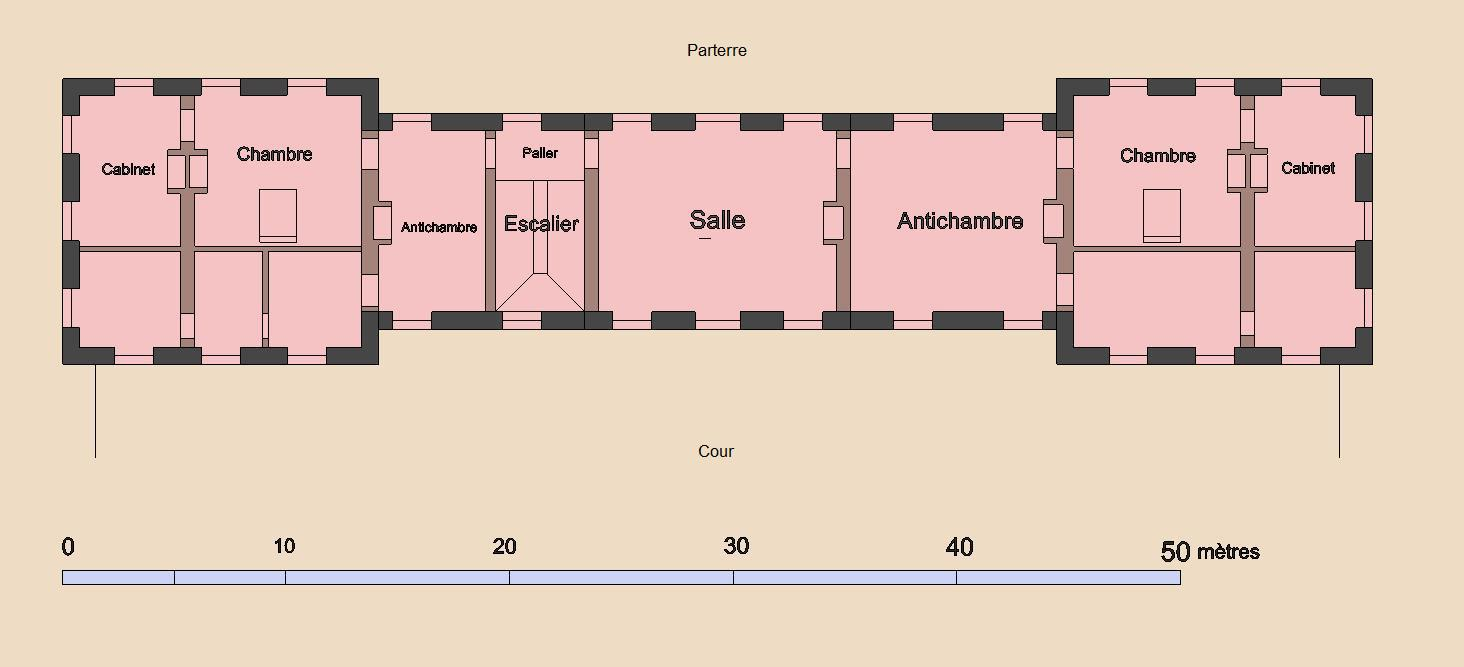
Plan du château du Génitoy, avec les fenêtres. Distribution intérieure supposée pour le premier étage.

Le château est composé d'un corps de logis cantonné de deux pavillons. La façade en longueur mesure près de 60 mètres en totalité, les deux pavillons inclus. Et la largeur de chacun des deux pavillons d'angle est de 12 mètres, pour une longueur de 14 mètres chacun. 
Les communs en forme de U sont édifiés au sud-ouest du château. Un grand parterre était aménagé à sa suite, jusqu'à une demi-lune édifiée certainement au milieu du XVIIe siècle. Le potager était situé au sud de la propriété.

#### 1630-1660: Guillaume de Bordeaux
Guillaume de Bordeaux, seigneur de Neuville et du Genitoy, achète le domaine par adjudication fin 1630. Il était écuyer, payeur des gages de la Cour des Comptes, puis chevalier, Conseiller du Roi en ses conseils, puis, Intendant des Finances. Il meurt un peu avant octobre 1660, son inventaire après décès datant du 7 octobre 1660, reçu par Me Motelet. 

#### 1660-1680: Jacques Sanguin, seigneur de Livry et du Génitois

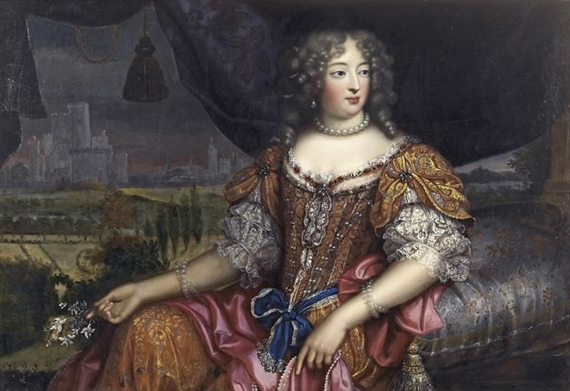
Madame de Montespan par Pierre Mignard.

Jacques Sanguin, chevalier, seigneur de Livry et du Génitoy, était Conseiller du Roi en ses conseils, premier maître d'hôtel ordinaire de Sa Majesté, Capitaine des Chasses et Plaines et Forêts de Livry et de Bondy. Il devient seigneur du Génitoy par sa femme, Marie Bordeaux, qui en hérite à la mort de son père en 1660. Jacques Sanguin décède le 1er septembre 1680 au château de Rumigny, près d'Aubenton. 
A cette époque, Mme de Montespan séjourne à plusieurs reprises au Genitoy, où Mme de Maintenon l'accompagne. Jacques Sanguin offre l'hospitalité discrète de sa maison à la maîtresse de Louis XIV. Le 20 juin 1672, Mme de Montespan accouche au château du Génitoy, de Louis-César de Bourbon, comte de Vexin, enfant adultérin qu'elle a eu avec Louis XIV. Mme de Maintenon est sans doute présente pour s'occuper de l'enfant, comme elle l'a fait pour tous les autres enfants du roi.

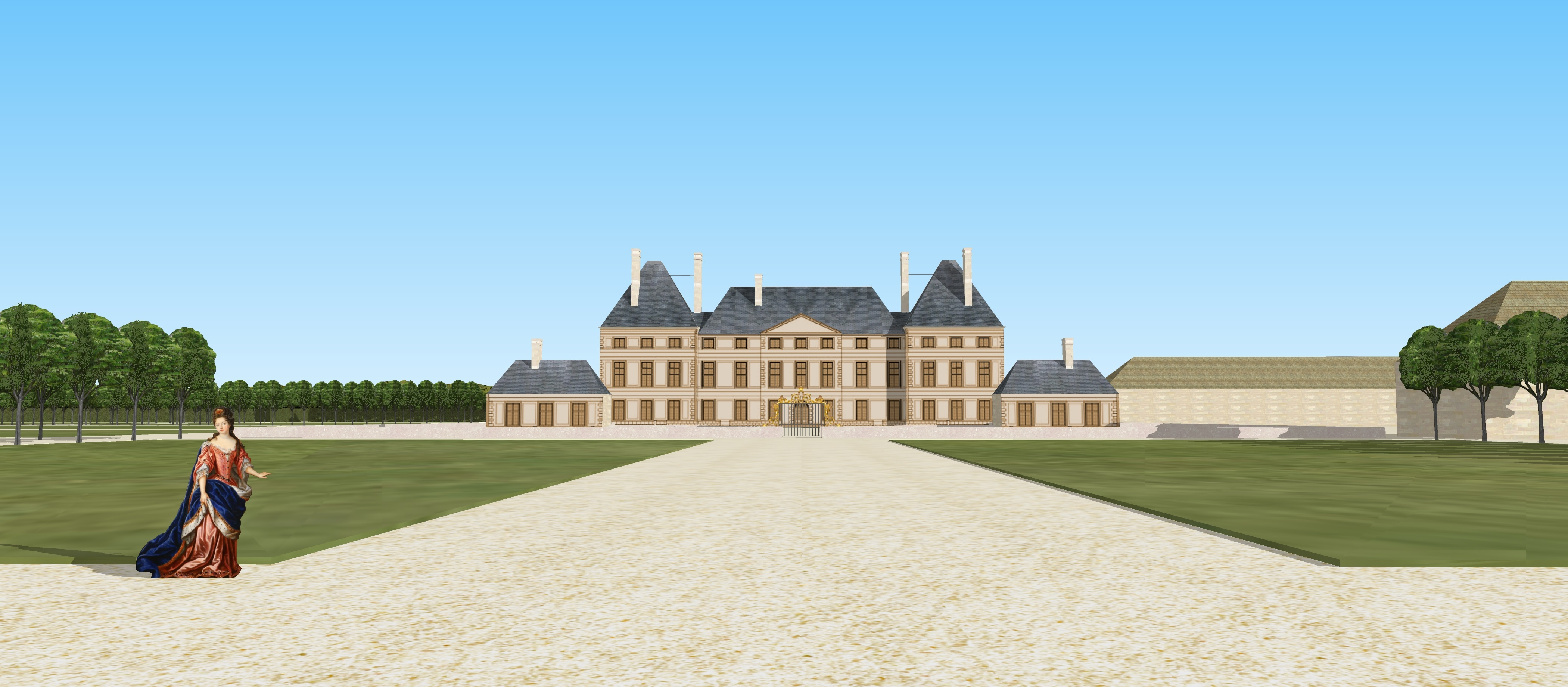
Restitution du château du Genitoy au XVIIe siècle, du côté de l'entrée.
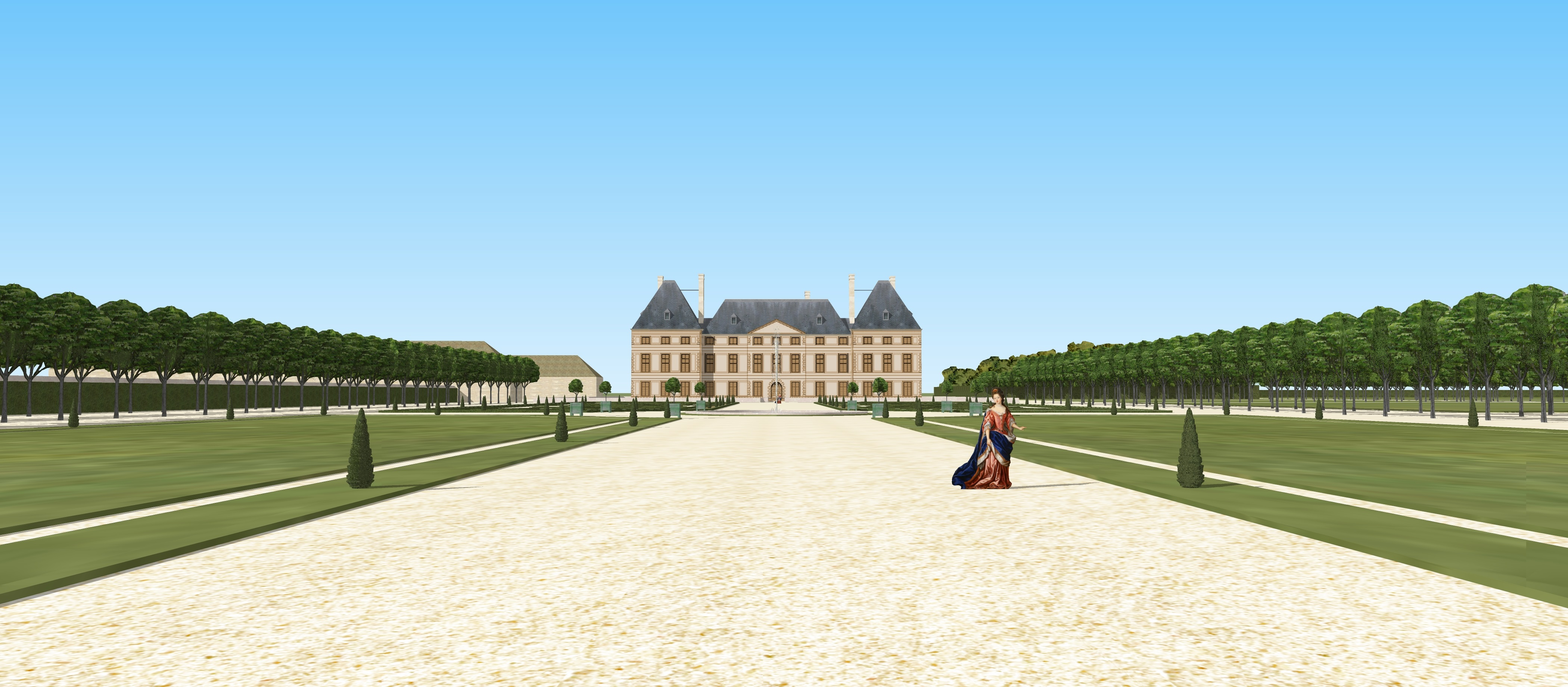
Restitution 3D du château du Genitoy vers 1675, du côté du parterre.

#### 1680-1723: Louis I Sanguin, marquis de Livry
Le fils de Jacques, Louis I Sanguin, devient Seigneur de Livry et du Génitoy en 1680, à la mort de son père. Il avait la charge importante de Premier Maître d'Hôtel du Roi, qu'il hérite de son père. Sa terre de Livry est érigée en marquisat en février 1688. 
Il se marie avec Marie-Antoinette de Beauvilliers en janvier 1678, et décède à Versailles le 6 novembre 1723.

### Au XVIIIe siècle: un château conservé par les Sanguin de Livry

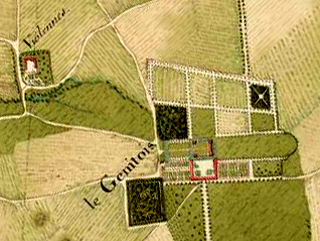
Plan Trudaine du château de Genitoy, milieu du XVIIIe siècle.

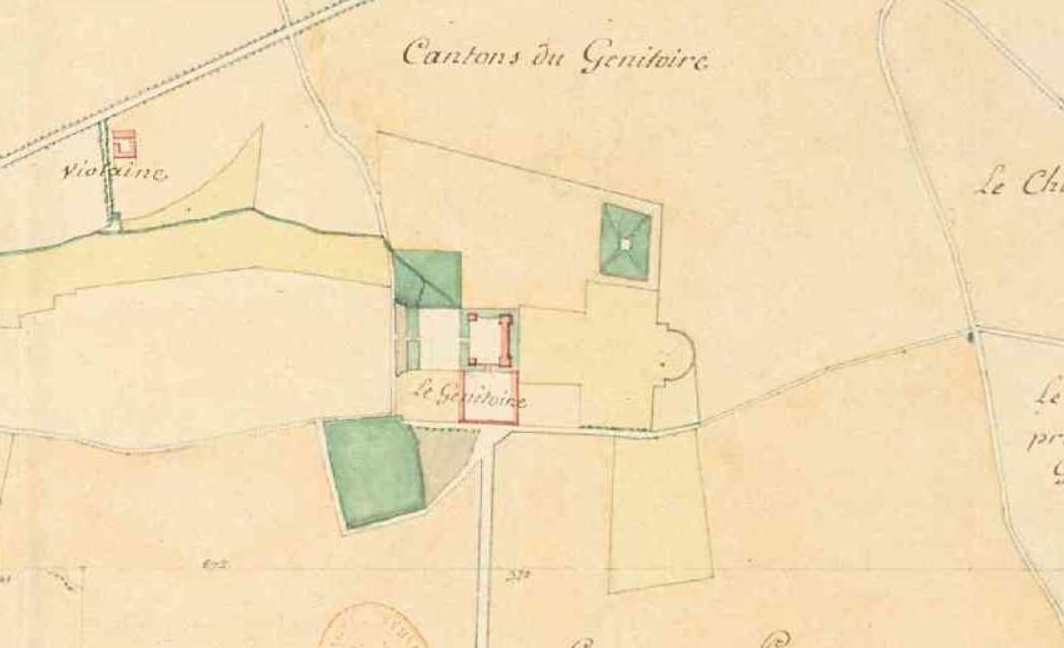
Plan d'intendance du château de Genitoy, vers 1770-1780, (AD 77)

#### 1723 - 1741: Louis II Sanguin
Louis II Sanguin (1679-1741) hérite du château en 1723 à la mort de son père. Il décède en 1741. Son épouse lui survit de peu.

#### 1741-1758: Paul François Sanguin
Paul François Sanguin, fils du précédent, chevalier puis marquis de Livry, est également seigneur du Génitoy par héritage en 1741. Il décède sans postérité le 16 mai 1758.
On constate sur le plan Trudaine du domaine que le grand parterre est simplifié, remplacé par une grande pelouse face au château, à l'est. Le potager et le verger, situés au sud-est, sont conservés par utilité. Le domaine devient plutôt une ferme de rapport.

#### 1758-1787: François Hippolyte Sanguin
Il est le frère du marquis de Livry décédé en 1758, seigneur précédent.
Il vend le domaine de Génitoy le 7 septembre 1787 à Philippe Aman Lecarpentier. 
Il meurt à Caen le 9 janvier 1789.

#### 1787 - 1802: Philippe Amand Lecarpentier
Il acquiert le château juste avant la Révolution aux Sanguin de Livry, et le cède ensuite à Fouché. 

### Au XIXe siècle: une propriété de rapport pour Fouché puis James de Rothschild
De riches propriétaires, Fouché et James de Rothschild, possèdent le Génitoy, parce que la ferme offre de bons revenus.

#### 1802: Fouché
Il achète le Génitois le 28 avril 1802. Il y fait construire une superbe nouvelle écurie en U dont les restes sont conservés de nos jours.

### Au XXe siècle: un domaine à l'abandon
Les bâtiments étaient désaffectés et en ruines, tel que le montre des photographies prises en 2020. Le site sert pour de l'urbex .

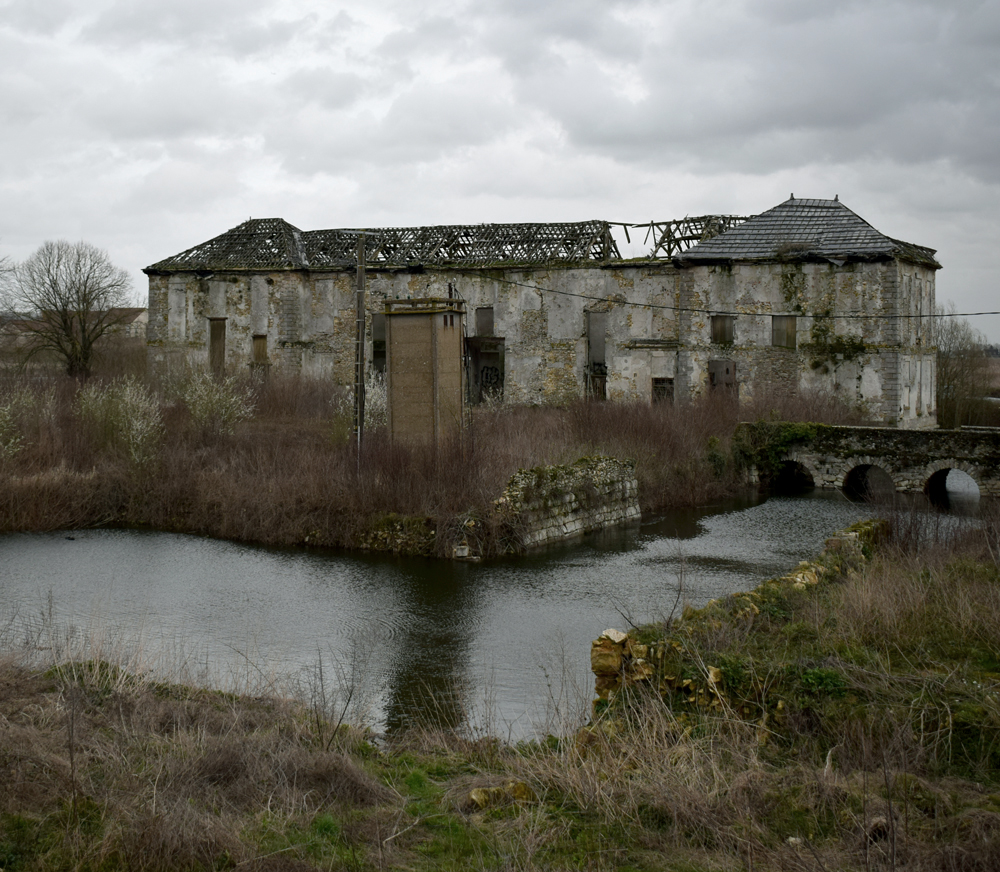
Photographie du château du Génitois en 2020 en ruines.
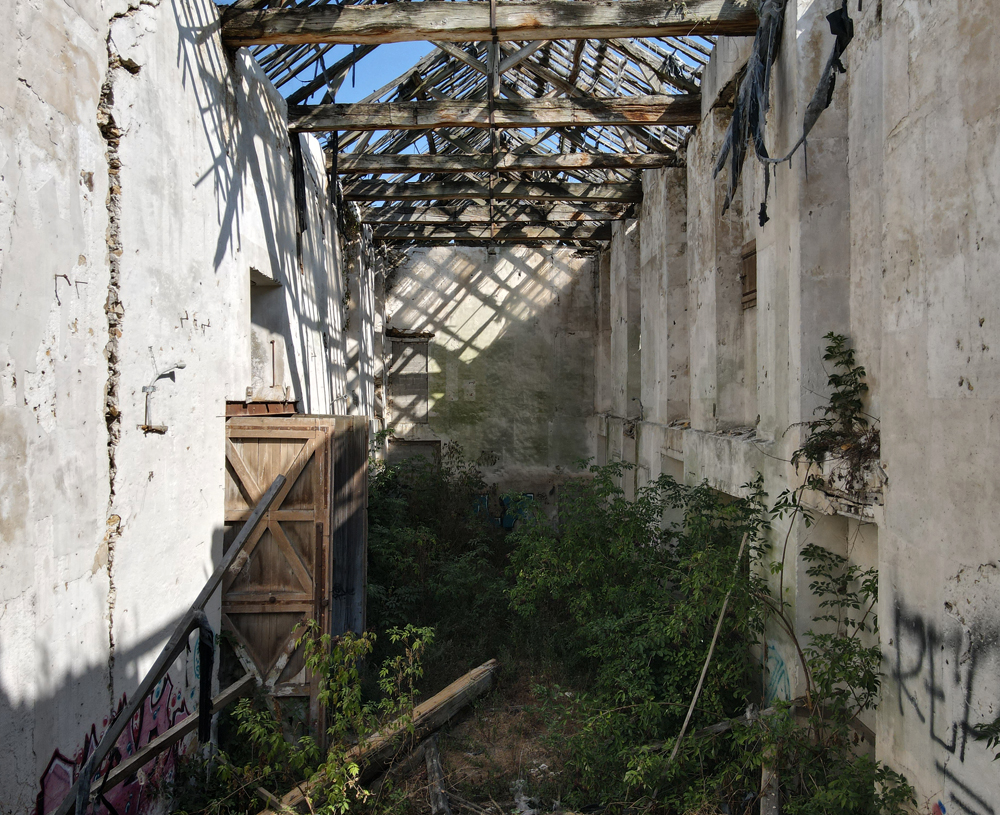
Photographie de l'intérieur du corps de logis central du château du Génitois, 2020.
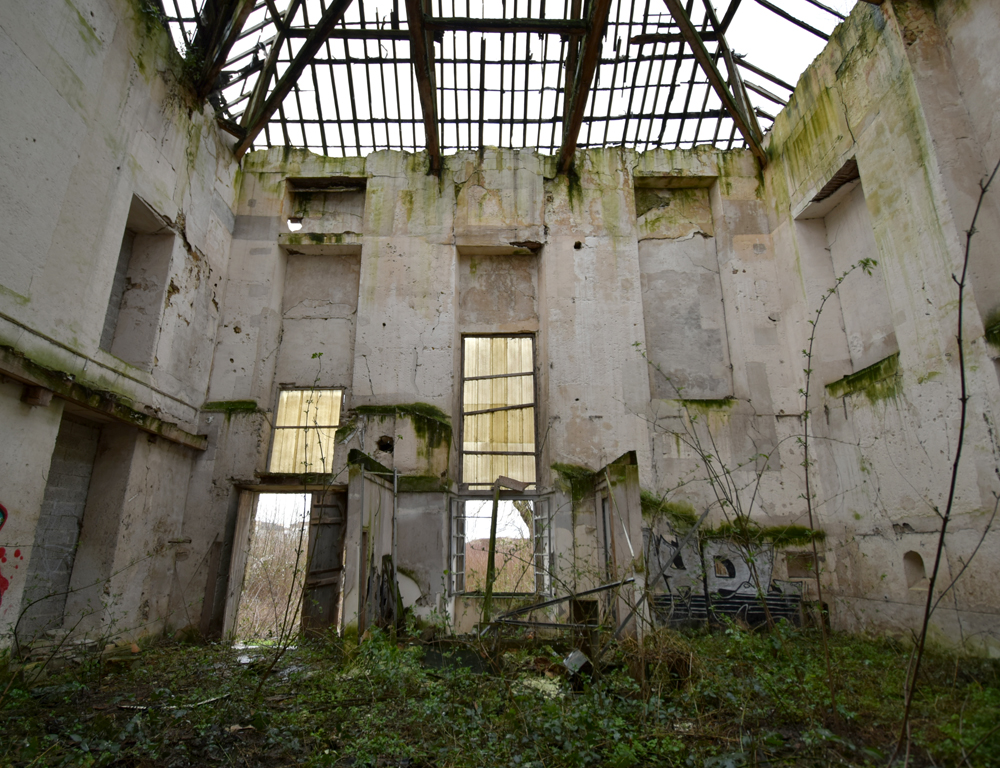
Photographie de l'intérieur d'un des deux pavillons en ruine du château, 2020.

### Au XXIe siècle: Projet immobilier avec ajout de constructions
Un grand projet de constructions de logements à usage d'habitation est prévu, il n'est pas encore visible sur GoogleMap.
Il achève de défigurer le site historique qui était pourtant conservé dans son emprise globale.